# GE Infrastructure
GE Infrastructure ist ein Energiedienstleister der amerikanischen General Electric Company, einem der umsatzstärksten Mischkonzerne der Welt. Der Bereich GE Infrastructure wurde im Jahre 2005 gebildet und von CEO Jeffrey R. Immelt geleitet.
GE Infrastructure hat folgende Sparten:
- GE Aviation – Flugzeug-Triebwerke
- GE Commercial Aviation Services – Leasing von Flugzeugen
- GE Energy – Kraftwerks-Hersteller
- GE Energy Financial Services
- GE Oil & Gas
- GE Transportation Systems – Eisenbahnhersteller
- GE Water – Wasseraufbereitung